# داريل ميلارد
داريل ميلارد (بالإنجليزية: Daryl Millard)‏ هو لاعب دوري الرغبي أسترالي، ولد في 20 فبراير 1985 في كوغارة ‏ في أستراليا.

## روابط خارجية
- داريل ميلارد على موقع ItsRugby.co.uk (الإنجليزية)